# Fahs-Anjra

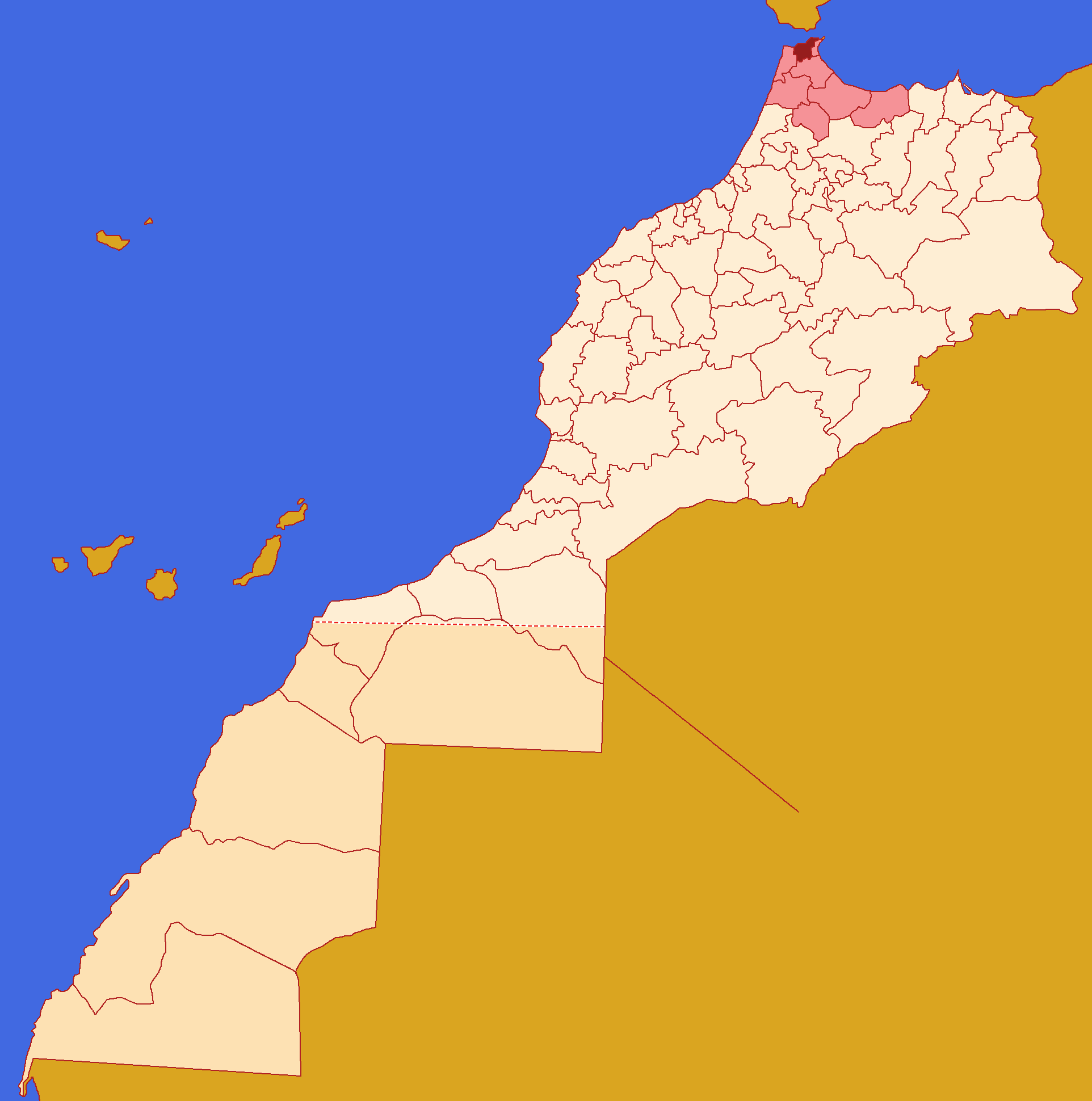
Localização da província em Marrocos.

Fahs-Anjra é uma província de Marrocos, que pertence administrativamente à região de Tânger-Tetuão-Al Hoceïma. Historicamente e culturalmente faz parte da Jebala. A sua capital é a cidade de Anjra.

## Características geográficas
Superfície: 733 km²
População total: 76 447 habitantes (em 2014)